# Hsuehochloa calcarea
Hsuehochloa calcarea (C.D.Chu & C.S.Chao) D.Z.Li & Y.X.Zhang, 2018 è una pianta della famiglia Poaceae (sottofamiglia Bambusoideae, tribù Arundinarieae). È l'unica specie nota del genere Hsuehochloa e della sottotribù Hsuehochloinae.

## Etimologia
L'epiteto specifico (calcaeus) deriva da "calcare" o "suolo gessoso" e fa riferimento al substrato della pianta.

## Descrizione

### Portamento
Il portamento delle specie di questa sottotribù è arbustivo con culmi pendenti. Le radici sono rizomatose e leptomorfe. Gli internodi sono affusolati, distalmente pubescenti; i nodi sono prominenti (gonfiati). I rami sono 5 - 7 più o meno uguali. Dimensione dei culmi: larghezza 4 – 5 mm; lunghezza 1,5 metri.

### Foglie
Le foglie lungo il culmo sono disposte in modo alterno, sono distiche e si originano dai vari nodi. Sono composte da una guaina, una ligula e una lamina. Le guaine, più corte degli internodi, sono persistenti e macchiate irregolarmente. Sono presenti dei padiglioni auricolari con forme subcircolari. Le ligule sono corte con apice colorato di bianco e fimbriato. La lama è riflessa, colorata di verde, con forme ovato-lanceolate. I rami laterali possiedono due o tre foglie con guaine glabre, lucide e margini cigliati. Anche nel fogliame sono presenti dei padiglioni auricolari. Le venature sono parallelinervie.

### Infiorescenza
- Infiorescenza principale (sinfiorescenza o semplicemente spiga): le infiorescenze sono per lo più ramificate ed hanno la forma di una grande pannocchia aperta. Le spighette possono essere molto numerose.
- Infiorescenza secondaria (o spighetta): le spighette, con un breve pedicello, sono formate da alcuni fiori sottesi da due brattee chiamate glume (inferiore e superiore). Le spighette possono terminare all'apice con un fiore sterile. Alla base di ogni fiore sono presenti due brattee: la palea e il lemma.
- I fiori fertili sono attinomorfi formati da 3 verticilli: perianzio ridotto, androceo  e gineceo.

- Formula fiorale:

- , P 2, A (1-)3(-6), G (2–3) supero, cariosside.

- Il perianzio in genere è ridotto e formato da tre lodicule, delle squame, poco visibili (forse relitto di un verticillo di 3 sepali).

- L'androceo è composto da 3 stami ognuno con un breve filamento libero, una antera e due teche. Le antere sono basifisse con deiscenza laterale. Il polline è monoporato.

- Il gineceo è composto da 3-(2) carpelli connati formanti un ovario supero. L'ovario, glabro, ha un solo loculo con un solo ovulo subapicale (o quasi basale). L'ovulo è anfitropo e semianatropo e tenuinucellato o crassinucellato. Lo stilo, breve, è unico con due stigmi papillosi.

### Frutti
I frutti sono del tipo cariosside, ossia sono dei piccoli chicchi indeiscenti, ovoidali o subglobosi, nei quali il pericarpo è formato da una sottile parete che circonda il singolo seme. In particolare il pericarpo, carnoso e succulento, è fuso al seme ed è aderente. L'endocarpo non è indurito e l'ilo è lungo e lineare. L'embrione è provvisto di epiblasto. I margini embrionali della foglia si sovrappongono. La fessura scutellare è assente.

## Biologia
In generale nelle erbe delle Poaceae la fecondazione avviene fondamentalmente tramite l'impollinazione dei fiori per via  anemogama. Gli stigmi piumosi sono una caratteristica importante per catturare meglio il polline aereo.
I semi cadendo a terra, dopo aver eventualmente percorso alcuni metri a causa del vento (dispersione anemocora) sono dispersi soprattutto da insetti tipo formiche (mirmecoria).

## Distribuzione e habitat
La specie di questa voce abitano le foreste a foglia larga fino a quote di 500 m s.l.m.. La distribuzione è relativa alla provincia cinese di Guizhou.

## Tassonomia
La famiglia delle Poacee comprende circa 800 generi e oltre 9.000 specie.  È una delle famiglie più numerose e più importanti del gruppo delle monocotiledoni.. La famiglia è suddivisa in 12 sottofamiglie, Hsuehochloa calcarea è descritta al'interno della sottofamiglia Bambusoideae (tribù Arundinarieae).

### Filogenesi
Questa specie, endemica asiatica (cinese), risulta essere il primo taxon divergente delle Arundinarieae, nella filogenesi della tribù si trova quindi in posizione "basale" e risulta "gruppo fratello" di tutti i rimanenti lignaggi in questa tribù.